# Vodní tůň
Vodní tůň byla přírodní památka ev. č. 513 poblíž obce Borohrádek v okrese Rychnov nad Kněžnou. Oblast spravovala Agentura ochrany přírody a krajiny ČR. Tato přírodní památka byla zrušena Nařízením Královéhradeckého kraje č. 1/2018 ze dne 11. června 2018 o zřízení přírodní památky Orlice (území přírodní památky bylo zahrnuto do nově vyhlášené PP).
Důvodem ochrany bylo slepé rameno Tiché Orlice s břehovými porosty.

## Fotografie

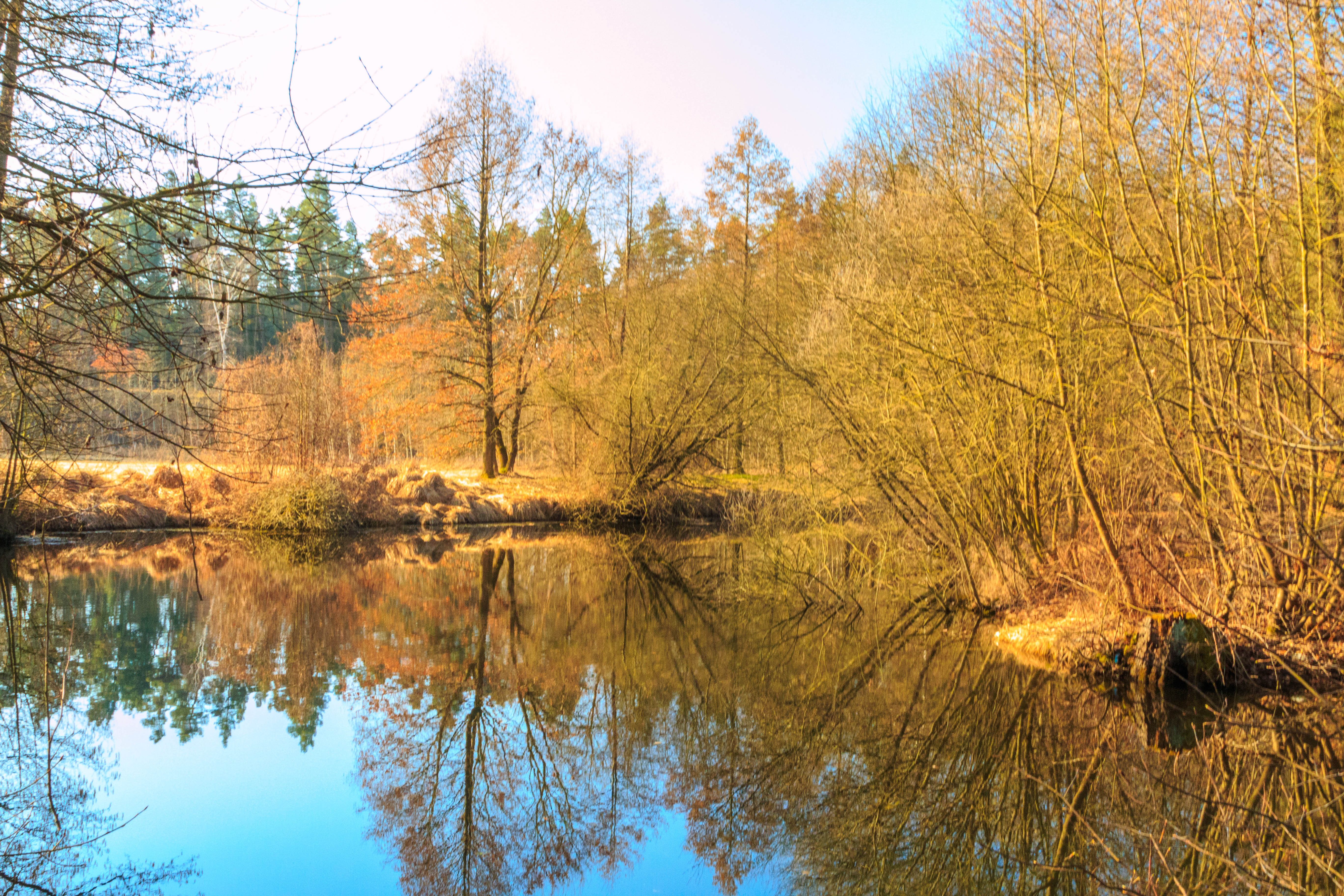
Přírodní památka Vodní tůň
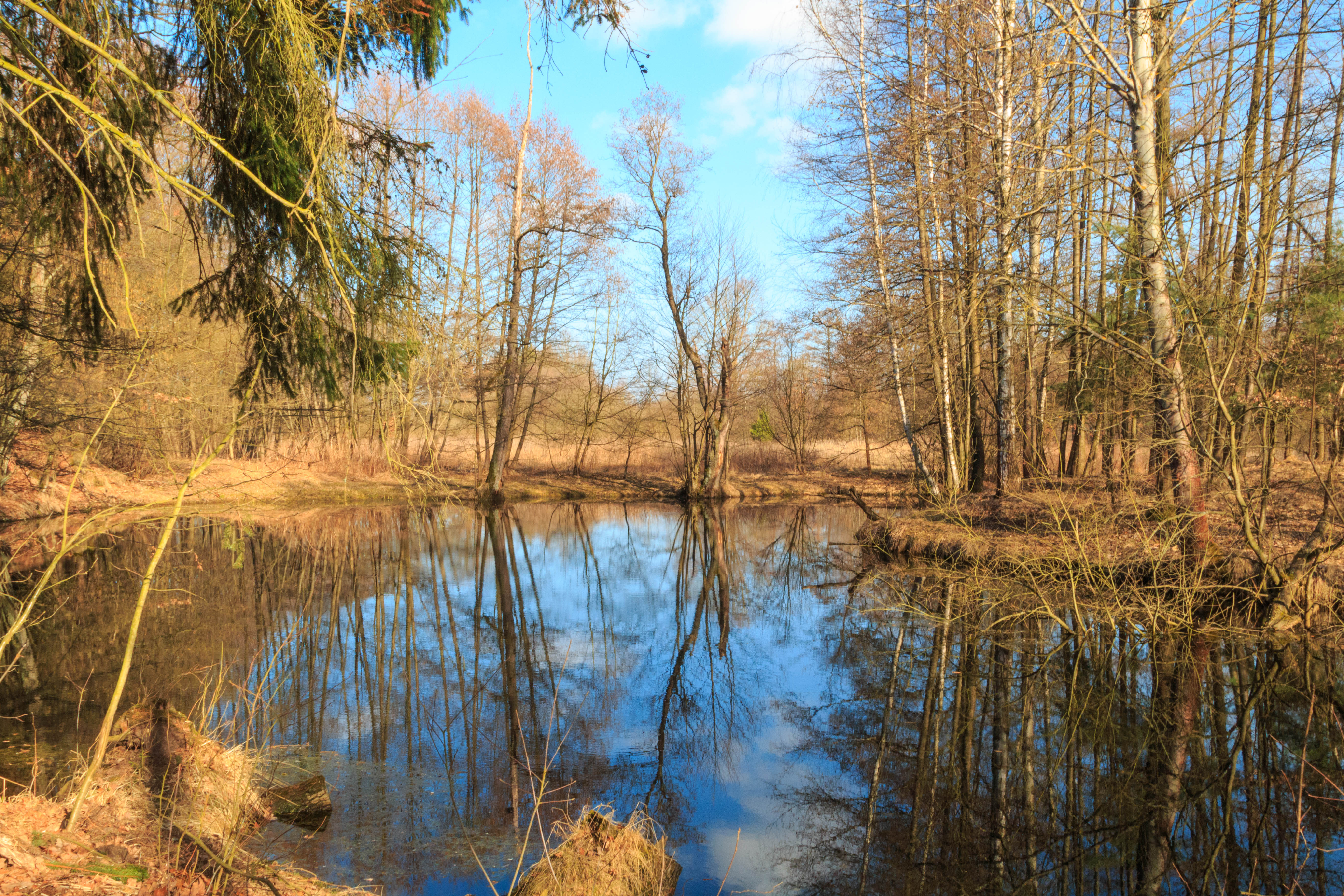
Přírodní památka Vodní tůň
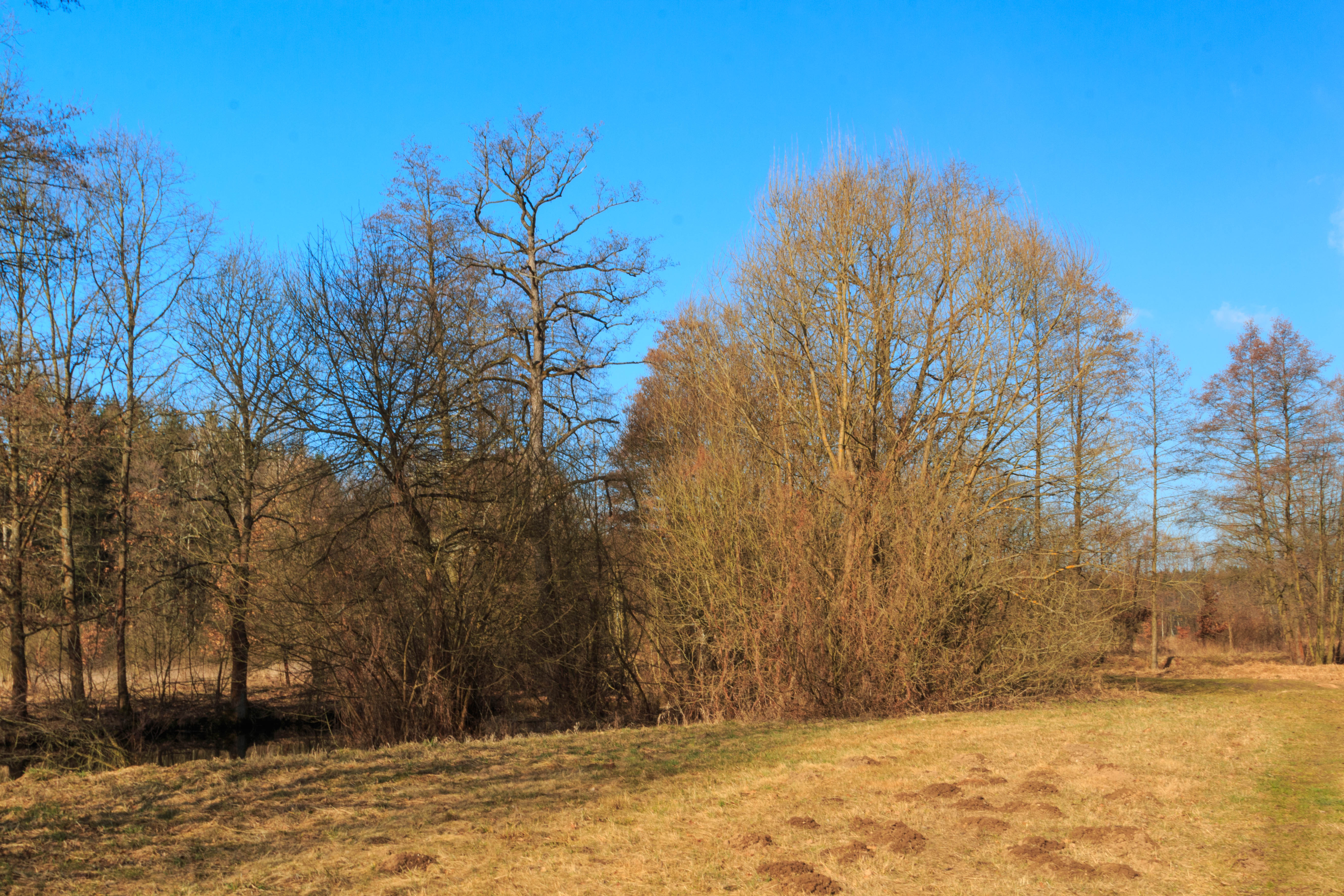
Přírodní památka Vodní tůň
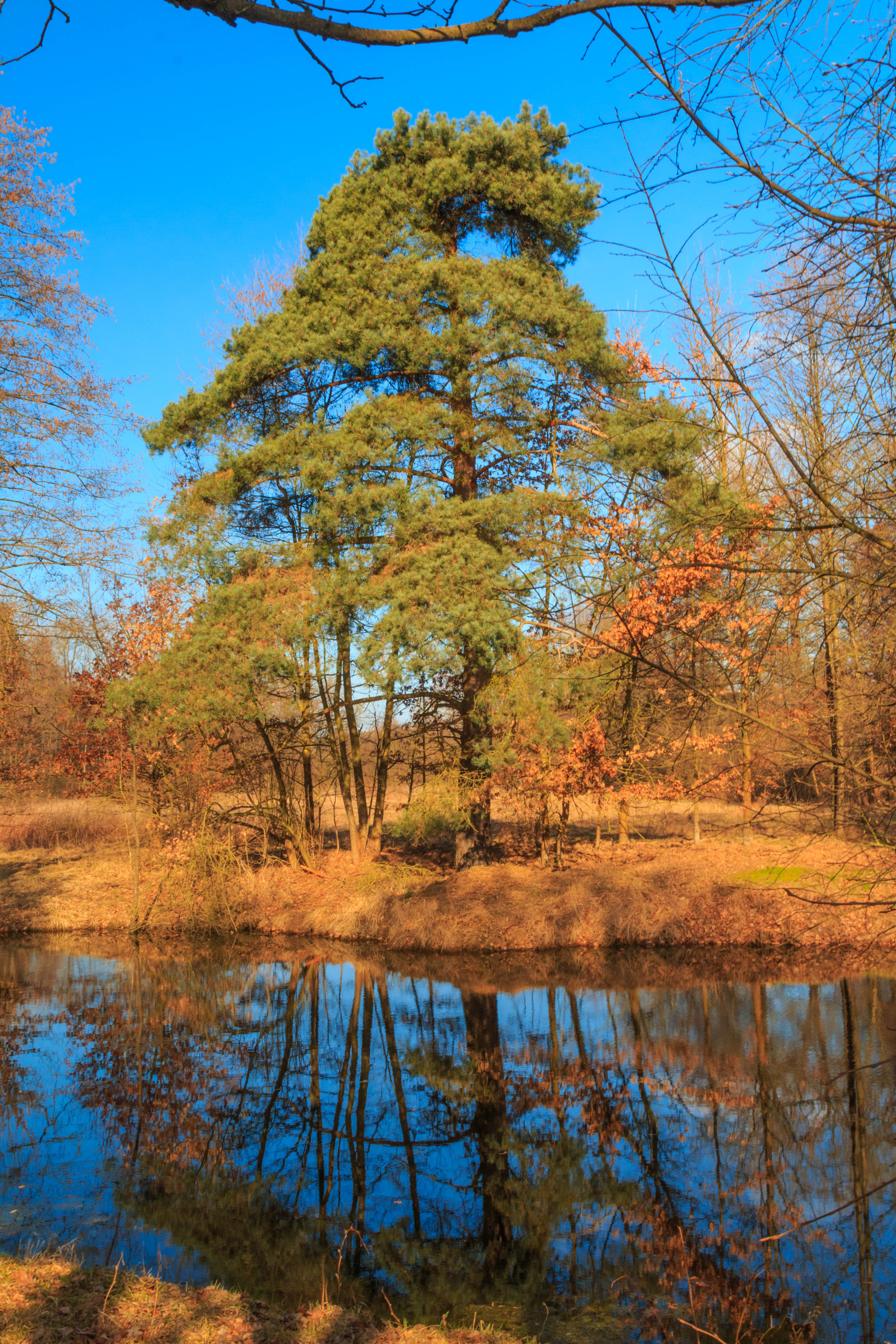
Přírodní památka Vodní tůň